# Capolago

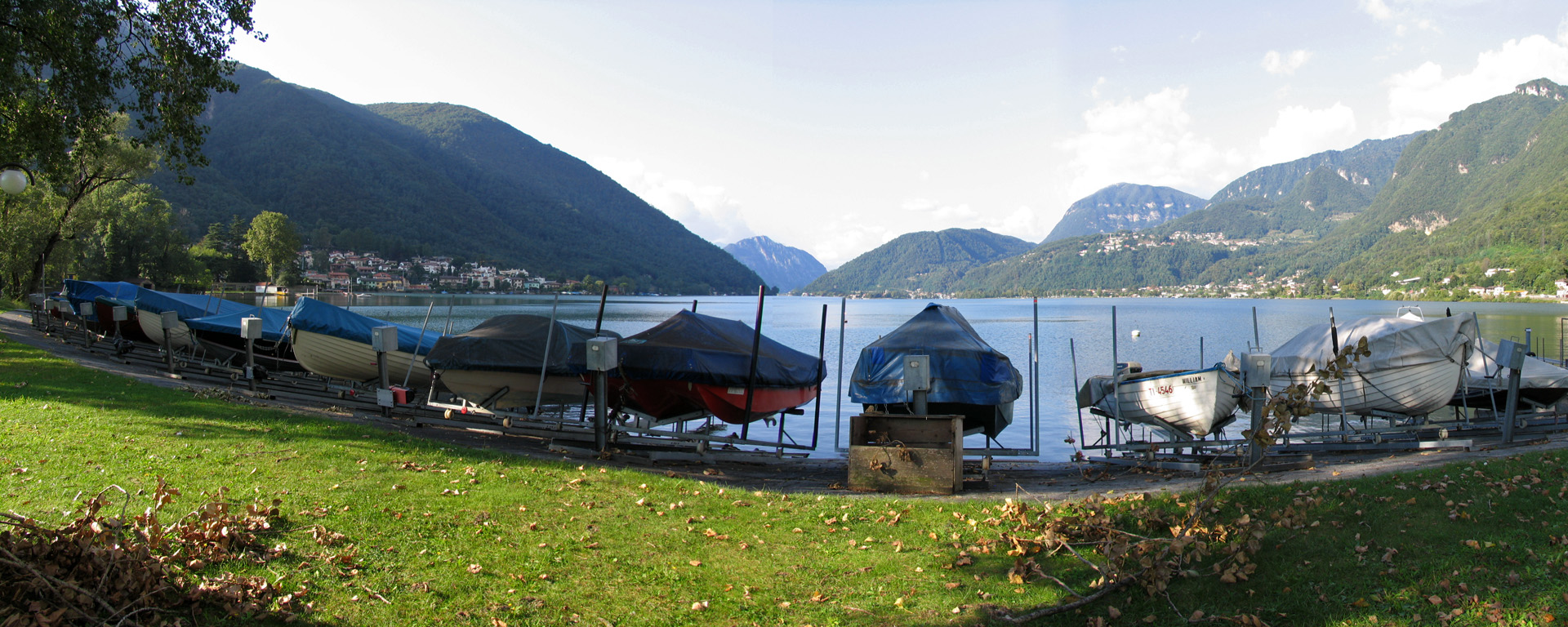
Capolago gesehen von Melano

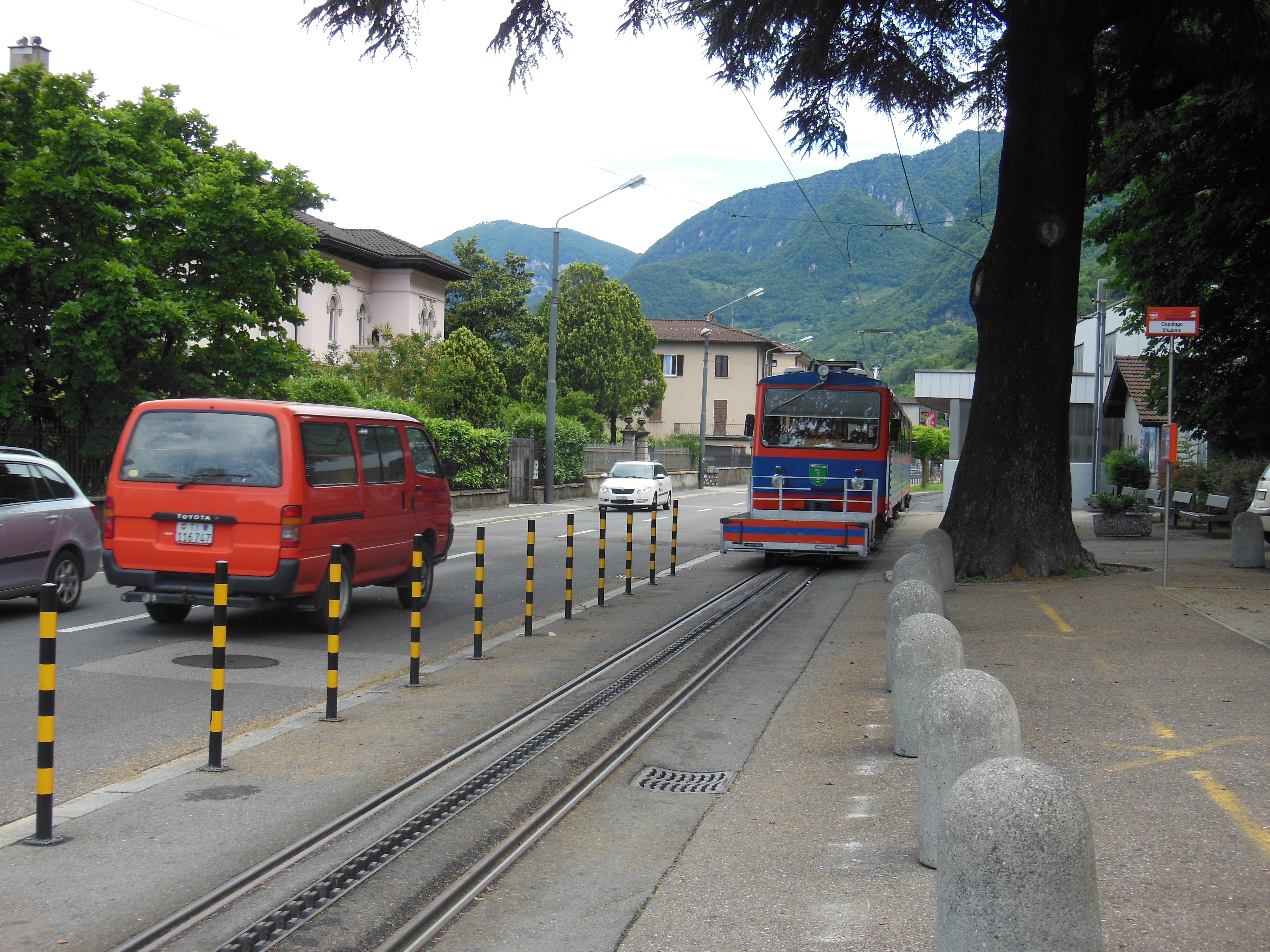
Zahnradbahn Capolago–Monte Generoso

Capolago (lombardisch Cudelag [kudeˈlaːg], jünger Capulag [kapuˈlag]; deutsch historisch Gotlag) ist eine Ortschaft in der politischen Gemeinde Mendrisio im schweizerischen Kanton Tessin.

## Geographie

Werner Friedli (Fotograf): Capolago, historisches Luftbild (1964)

Die Ortschaft liegt am Südende eines Arms des Luganersees; der Ortsname bedeutet wörtlich «am Kopf des Sees». Unmittelbar westlich von Capolago liegt Riva San Vitale, nördlich Melano und südlich sowie östlich Mendrisio. Capolago ist Ausgangspunkt der Monte-Generoso-Bahn.

## Geschichte
Die erste Erwähnung findet die Gemeinde im Jahr 1296 als Codelago. Die im Jahr 1365 erbaute Burg wurde von den Eidgenossen 1517 zerstört. Die Dorfkirche Santa Maria Maddalena stammt aus dem 14. Jahrhundert und wurde im 16. Jahrhundert umgebaut.
Nach einer am 25. November 2007 abgehaltenen Volksabstimmung wurden die bisher selbständigen Gemeinden Arzo, Capolago, Genestrerio, Rancate und Tremona per 5. April 2009 nach der Gemeinde Mendrisio eingemeindet.

## Bevölkerung
Einwohnerzahlen: Volkszählungsdaten

## Sehenswürdigkeiten
- Pfarrkirche Santa Maria Maddalena[5]
- Pfarrhaus (1665/1673) mit Fresko des Malers Antonio Rinaldi[6][5]
- Ehemalige Tipografia Elvetica: von Vincenzo Borsa von Melano am 9. Oktober 1830 in Capolago gegründete Druckerei mit Buchhandlung, mit Dekorationsmalereien aus der Schule von Luigi Scrosati (1848/1849)[5][7]

## Kultur
- Nuove Edizioni di Capolago (NEC)[8]

## Tourismus
- Zahnradbahn Capolago–Monte Generoso: Von der Station der Schweizerischen Bundesbahnen führt die Ferrovia Monte Generoso auf den Gipfel des Monte Generoso, an dessen Fuss Capolago liegt.